# 地球のハラペコを救え
地球のハラペコを救えとは、国際連合世界食糧計画（WEP）と、WFPを支援する認定特定非営利活動法人国際連合世界食糧計画WFP協会が2007年10月に立ち上げたキャンペーン。
「日本の皆さんに、飢えの問題に関心をもってもらい、何か行動をとってもらいたい」という願いで設立から、ねらいは「飢えの問題を世の中に呼びかけ、飢えがなくなる世界を実現しよう」というもの。事務局は神奈川県横浜市に所在。
シンボルマークには、全ての人、子ども達がしっかりと食べ、教育を受けられる地球になるように、という願いが込められている。

## 沿革
2007年10月にWFPと、WFPを支援する認定NPO法人国連WFP協会が立ち上げたキャンペーン。世界の飢えの問題を世の中に呼びかけ、飢えがなくなる世界の実現に向け、行動を共にして頂きたいという願いを広げている。

## 寄付サイト
- 「地球のハラペコを救え。」キャンペーンでは、WEBサイトを通じて気軽に寄付ができる仕組みがある。
- 「Happy Rice」では、漢字クイズに1問正解するごとに、お米50粒が「地球のハラペコを救え」を通じて、世界の飢餓に苦しむ人々に寄付される。